# Nāḩiyat Markaz al Mālikīyah
Nāḩiyat Markaz al Mālikīyah (arabiska: ناحية مركز المالكية) är ett subdistrikt i Syrien.   Det ligger i provinsen al-Hasakah, i den nordöstra delen av landet, 700 km nordost om huvudstaden Damaskus.
Omgivningarna runt Nāḩiyat Markaz al Mālikīyah är i huvudsak ett öppet busklandskap. Runt Nāḩiyat Markaz al Mālikīyah är det ganska tätbefolkat, med 179 invånare per kvadratkilometer.